# Ted Grouya
Theodor „Ted“ Grouya (* 31. Juli 1910 in Bukarest; † 14. April 2000) war ein amerikanischer Komponist rumänischer Herkunft, der hauptsächlich für den Film arbeitete.

## Wirken
Grouya erlangte in Bukarest die Hochschulreife; er zog dann nach Paris, wo er an der Sorbonne und an der École Normale de Musique studierte – bei Alfred Cortot Klavier und bei Nadia Boulanger Komposition. Er arbeitete zunächst in Frankreich. Für Damia komponierte er 1935 das Chanson J’ai perdu ma jeunesse, das in den letzten Jahren auch von Elodie Lauton vorgetragen wurde. 1938 schrieb er Partir avant le Jour für den Film Images of Paris; er nahm diesen Song auch mit der Sängerin Suzy Solidor auf Schallplatte auf, für die er auch C'est vous que j'espérai verfasste (das im Dokumentarfilm Den Frauen gehört die Nacht – Paris, 1919–1939 aufgegriffen wurde). In dieser Zeit war er Leiter der Musikabteilung von MGM Europe.
Als der Zweite Weltkrieg ausbrach, migrierte Grouya über London nach New York City, bevor er in den frühen 1940er Jahren in Hollywood Fuß fasste. Seine Ballade Flamingo war zuerst 1941 in der Version von Duke Ellington mit Herb Jeffries ein Hit; später kam sie noch mehrfach (etwa mit Earl Bostic) in die Charts und wurde zum Jazzstandard. Gemeinsam mit Jerry Kruger komponierte er für den Spielfilm Cinderella Swings It den Song I Heard You Cried Last Night, der in der Interpretation von Harry James 1943 in die Charts kam. Gemeinsam mit Frank Loesser schrieb er den Song In My Arms, der durch Dick Haymes bekannt wurde und in die Billboard-Charts kam.
Grouya komponierte außerdem Musiknummern für den Film Belita tanzt (1944), für Our Hearts Were Young and Gay (1944) und weitere Filme. 1949 heiratete er die amerikanische Schauspielerin Mary Meade. Er blieb auch nach ihrer Scheidung als ihr Manager aktiv.
1995 wurde Grouya ein goldener Palmenstern auf dem Palm Springs Walk of Stars gewidmet. Der gleichnamige Filmemacher Ted Grouya ist sein Sohn.